# جهاز إدارة المدينة القديمة اطرابلس

### جهاز إدارة المدينة القديمة إطرابلس
هو جهاز تأسس بقرار من المجلس الرئاسي الليبي بقرار رقم 180 سنة 2018 و القرار 269 سنة 2018 شأن تشكيل لجنة إدارة الجهاز والتي باشرت مهامها منذ صدور قرار تشكيلها في فبراير 2018 .

## الهدف من تأسيسه:
1. إعداد المخططات والدراسات المتكاملة لتطوير وتنمية المدينة القديمة بما يحافظ على الخصوصية و یتناسب مع متطلبات الحیاة المعاصرة.
2. تنفيذ المشروعات المتكاملة للمدينة في إطار خطط وبرامج التطوير المعتمدة.
3. إنشاء وتنمية وتطوير المرافق الخدمية والثقافية والترفیهیة بالمدینة بالتنسيق مع الجهات ذات العلاقة.
4. المحافظة على التراث والفنون والصناعات التقلیدیة بالمدینة والعمل على إحيائها بالتنسيق مع الجهات المختصة.
5. إبرام العقود اللازمة لتنفيذ المشروعات بالمدینة بعد الحصول على الإذن بالتعاقد من الجهات المختصة.
6. متابعة إجراءات نزع الملكية ودفع التعويضات والإخلاء الإداري للموقع العقارات التي تخصص لمشروعات الجهاز بالتنسيق مع الجهات المعنية.
7. الاستعانة بالشركات والمكاتب الاستشارية الوطنية والأجنبية لإجراء الدراسات وإعداد المخططات وتنفيذ المشروعات.
8. التنسیق مع جهات الاختصاص لتطویر وتنمیة مرافق خدمات النقلوالمواصلات والاتصالات و غیرها بالمدینة.
9. توفير احتياجات الجهاز من مواد البناء والمستلزمات والتجهيزات والمعدات وغيرها.
10. تملك الأصول والعقارات اللازمة لتحقيق أغراضه.
11. تأهيل وتدريب العناصر البشرية اللازمة لتنفيذ وإدارة مشروعات الجهاز بالتعاون مع الجهات المعنية.

## الموارد المالية للجهاز:
يكون للجهاز ميزانية مستقلة تعد وفقاً للنظم المحاسبية المعمول بها، و تبدأ السنة المالية للجهاز مع بداية السنة المالية للدولة الليبية و تنتهي بانتهائها.
كما  تتكون موارد الجهاز المالية الأخرى من الآتي:
1. ما يخصص له من مبالغ بالميزانية العامة للدولة.
2. إيجارات المباني و العقارات و المرافق و الفضاءات العامة التابعة للمدينة القديمة.
3. ما یقرر من رسوم نظير الدخول إلى المباني التاريخية و المعارض و المهرجانات الفنية و الثقافية التي یتم تنظیمها بالمدینة.
4. الهبات والتبرعات والمساعدات غير المشروطة.
5. أية موارد أخرى يرخص له في الحصول علیها قانوناً.

## الهيكل الإداري للجهاز:
يدار الجهاز بلجنة إدارة يصدر بتشكيلها قرار من مجلس الوزراء.